# 帝国登记册

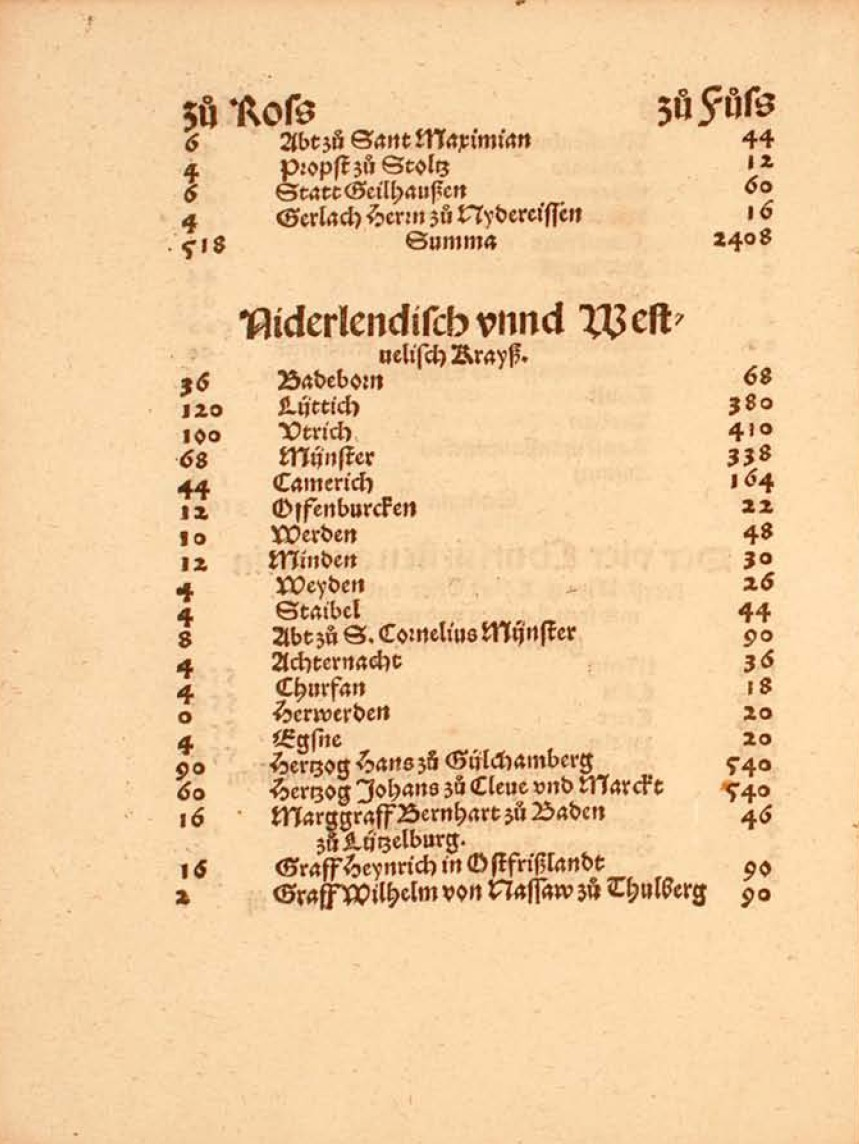
一页1532年帝国登记册的副本，其中规定了“下莱茵-威斯特伐利亚行政圈”中各帝国政治体必须提供的骑兵和步兵数量。

帝国登记册(德語：  Reichsmatrikel) 是一份神圣罗马帝国帝国政治体的清单，其中详细规定了他们必须向帝国军提供的军队人数和/或他们必须为维持军队而提供的财政支持。登记册中的条目通常被视为一个帝国政治体的帝国直辖权的重要指标，尽管这并非总是无可争议的。登记册对于历史研究的重要性在于所有帝国政治体都记录在其中。但是，它也包含明显的错误。